# Cursorius
Cursorius är ett släkte i familjen vadarsvalor inom ordningen vadarfåglar. Släktet omfattar numera fem arter som förekommer i Afrika och södra Asien österut till Indien:
- Savannökenlöpare (C. temminckii)
- Indisk ökenlöpare (C. coromandelicus)
- Kapökenlöpare (C. rufus)
- Ökenlöpare (C. cursor)
- Somaliaökenlöpare (C. somalensis) – behandlades tidigare som underart till cursor